# Cribbia thomensis
Cribbia thomensis är en orkidéart som beskrevs av La Croix och Phillip James Cribb. Cribbia thomensis ingår i släktet Cribbia, och familjen orkidéer.
Artens utbredningsområde är São Tomé. Inga underarter finns listade i Catalogue of Life.